# La última apuesta de la dama
La última apuesta de la dama (The Lady's Last Stake), originalmente titulada Picquet o la Virtud en peligro, es una pintura de William Hogarth realizada hacia 1759 y exhibida actualmente en el Museo Albright-Knox.

## Historia

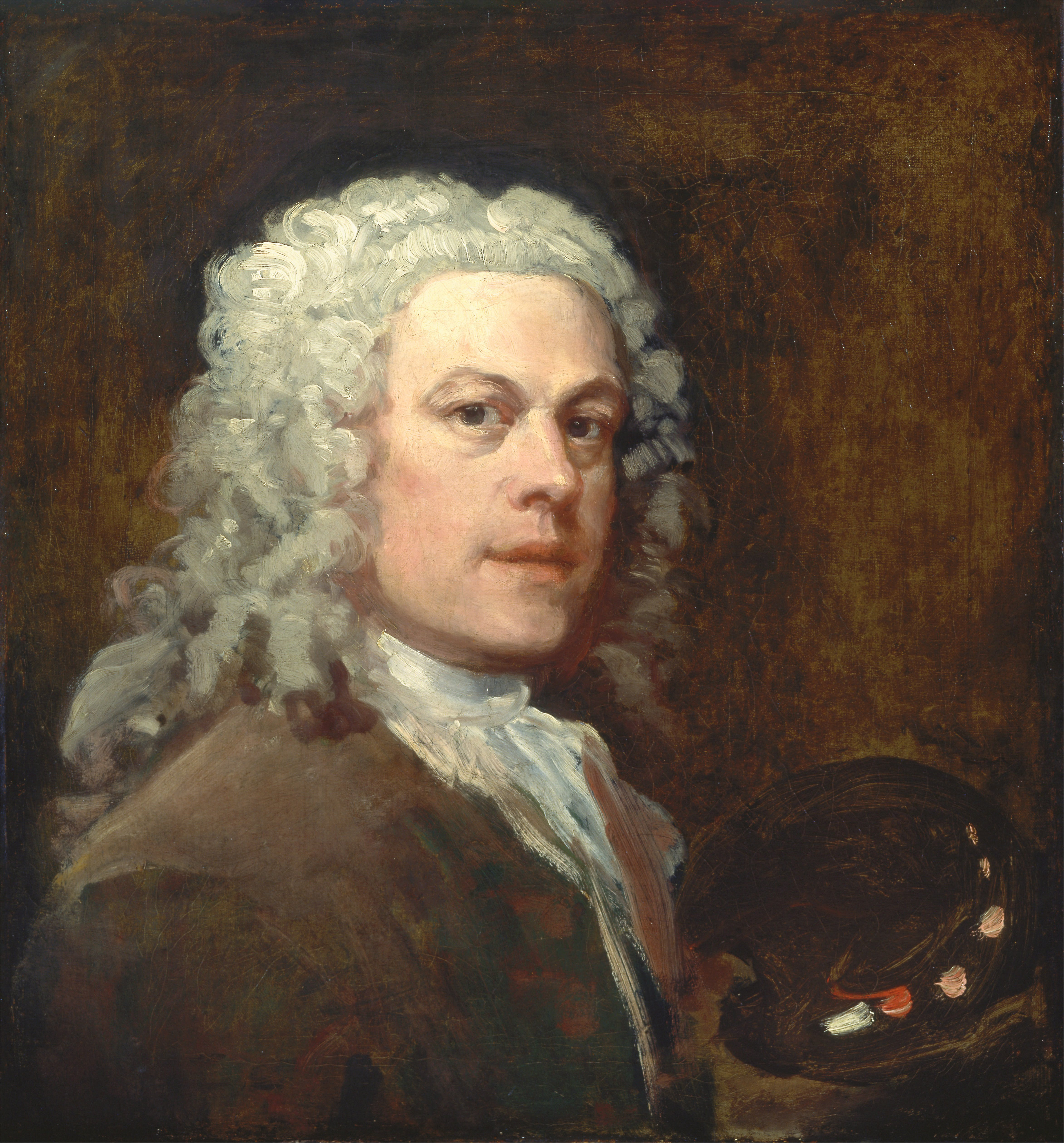
Autorretrato de William Hogarth (hacia 1735).

Esta obra fue uno de los últimos trabajos de Hogarth, comisionada por James Caulfeild, IV vizconde Charlemont (posteriormente I conde de Charlemont), quien otorgó libertad al artista para escoger el tema y el precio de la pintura.
La obra empezó a ser conocida como La última apuesta de la dama tras la representación de la comedia homónima de 1707 (subtitulada "El resentimiento de la esposa"), por Colley Cibber, en la cual 
Lady Gentle pierde todo su dinero a causa de los engaños de Lord George Brilliant, debiendo decidir entre saldar sus deudas o hacer frente a las mismas comprometiendo la fidelidad debida a su esposo.
Cuando Sir Richard Grosvenor (posteriormente I barón Grosvenor y por aquel entonces I conde Grosvenor) vio la obra en el estudio de Hogarth en 1758, pidió al artista elaborar una pintura para él en los mismos términos. Grosvenor se sintió muy sorprendido con el resultado, el ambicioso melodrama Segismunda llorando sobre el corazón de Guiscardo, rechazando el cuadro cuando el mismo fue terminado en 1759.

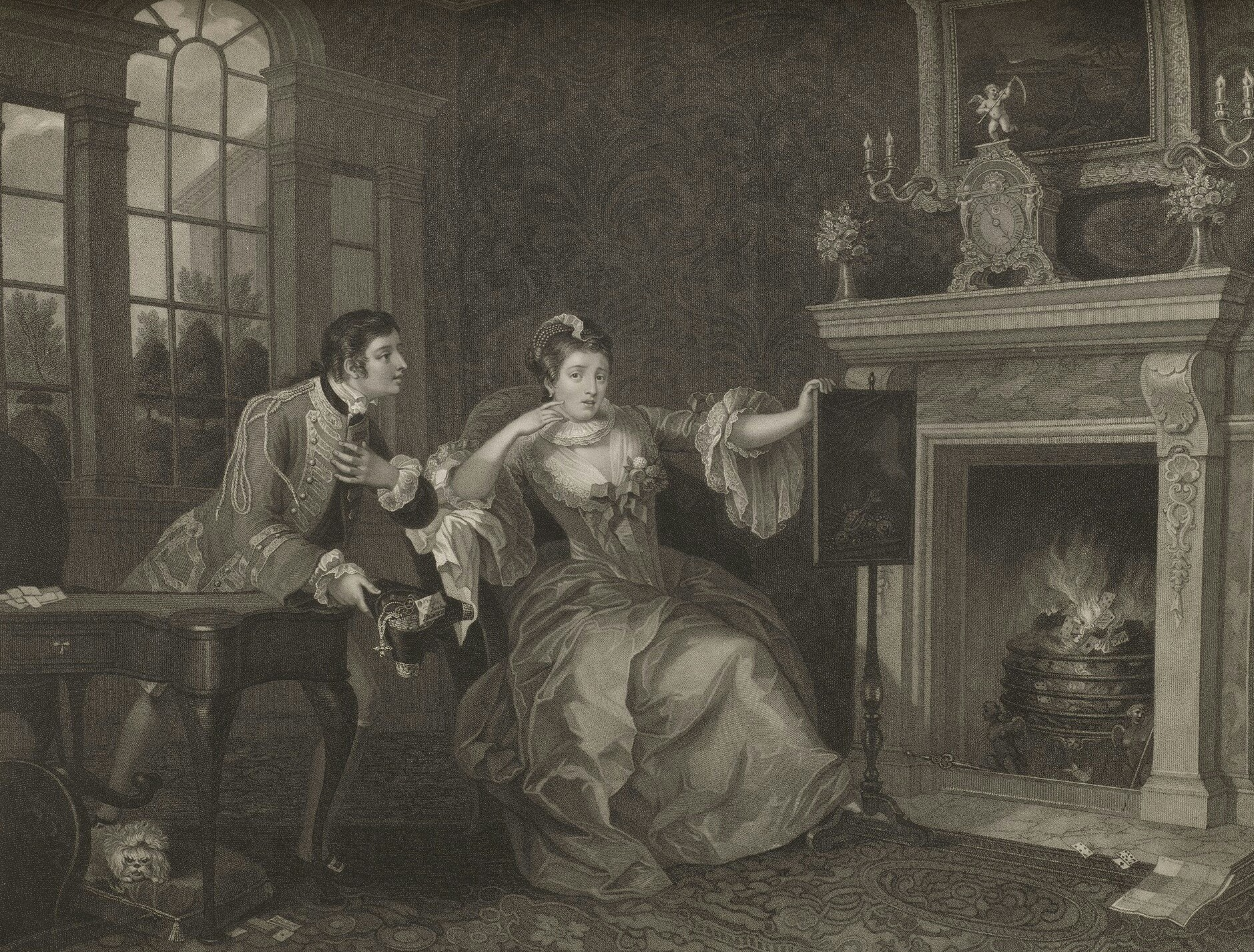
La última apuesta de la dama, grabado de Thomas Cheesman (1825).

Charlemont no obstante sí aceptó su pintura, permitiendo a Hogarth retenerla un tiempo con el fin de poder elaborar un grabado de la misma, si bien el pintor se sintió decepcionado con el resultado, descartándolo y no publicándolo jamás. La obra fue exhibida en 1671 en la Society of Artists, siendo finalmente grabada con éxito por Thomas Cheesman en 1825. La pintura permaneció conservada en Charlemont House, en Dublín, hasta que fue vendida por la familia en 1784. Tras pasar por las manos de los marchantes de arte Louis Huth y Thomas Agnew & Sons, fue adquirida por J. P. Morgan en 1900 y donada por Seymour H. Knox en 1945 al Museo Albright-Knox.

## Análisis
El cuadro constituye una conversation piece en la cual una mujer debe tomar una fatídica decisión: arruinarse económica o moralmente. La obra representa una escena doméstica en la cual un hombre y una mujer realizan una apuesta mientras juegan al piquet en una mesa cerca de una chimenea en el interior de una mansión palladiana. La mujer ha perdido su fortuna ante el hombre, un oficial del ejército, quien le ofrece jugar una partida más: si ella gana, recuperará todos sus bienes, incluyendo su dinero y las joyas del tricornio del oficial; pero si pierde, recuperará de igual modo su fortuna, pero a cambio deberá convertirse en su amante. La dama apoya su brazo izquierdo en la pantalla de la chimenea mientras considera la oferta.
Hogarth pintó a la mujer empleando probablemente como modelo a una conocida suya, Hester Salusbury (posteriormente conocida como Hester Thrale y Hester Piozzi). A los pies de la chimenea se hallan tres naipes de la baraja y una carta del esposo de la dama en la cual este le envía dinero; puede apreciarse que la misma está dirigida a Charlotte y firmada por Townly.
Varios detalles presentes en la pintura aluden a la fatal decisión. Un pequeño perro, el cual representa la fidelidad, se encuentra escondido bajo la mesa. Sobre la chimenea está colgado el cuadro de una Magdalena penitente, encontrándose sobre la repisa de la misma un reloj en el que la típica figura del Padre Tiempo es reemplazada por un Cupido, si bien todavía conserva la característica guadaña. El reloj, el cual marca las 16:55, lleva inscrito en latín el lema "nunc nunc" ("ahora ahora"). Pueden apreciarse varios naipes ardiendo en la chimenea, mientras que los cuernos de una luna creciente (alusión a los cuernos de un hombre cuya esposa es infiel) pueden observarse a través del ventanal.

## Galería de imágenes (detalles de la obra)

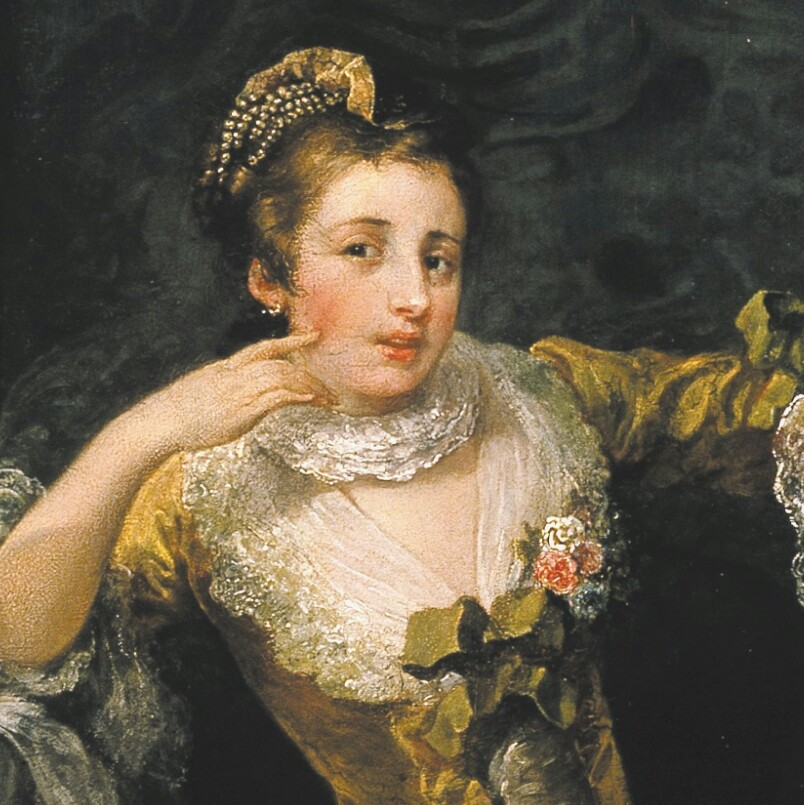
Detalle del rostro de la dama.
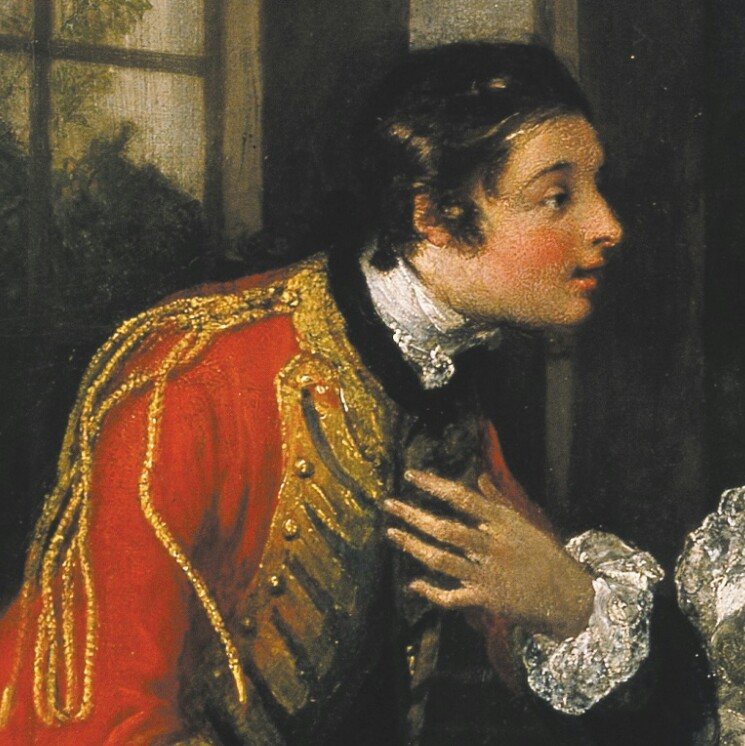
Detalle del rostro del oficial.
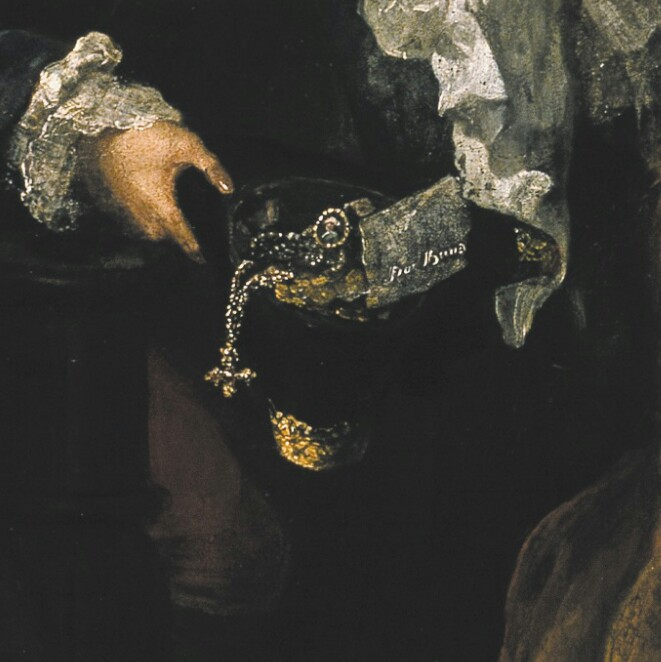
Detalle del tricornio con las joyas.
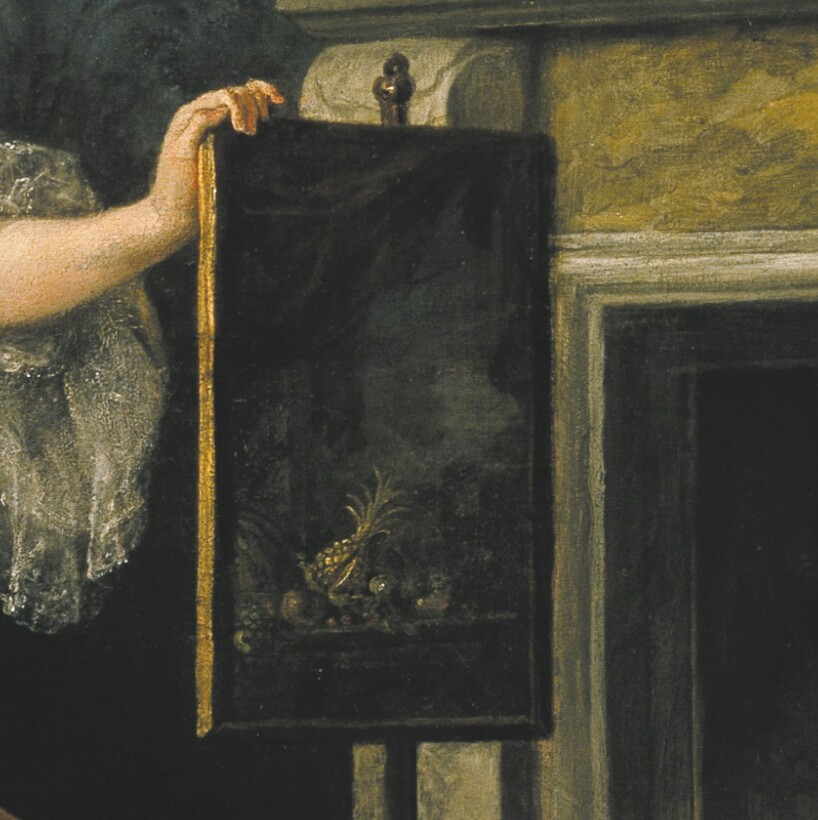
Detalle de la pantalla de la chimenea.
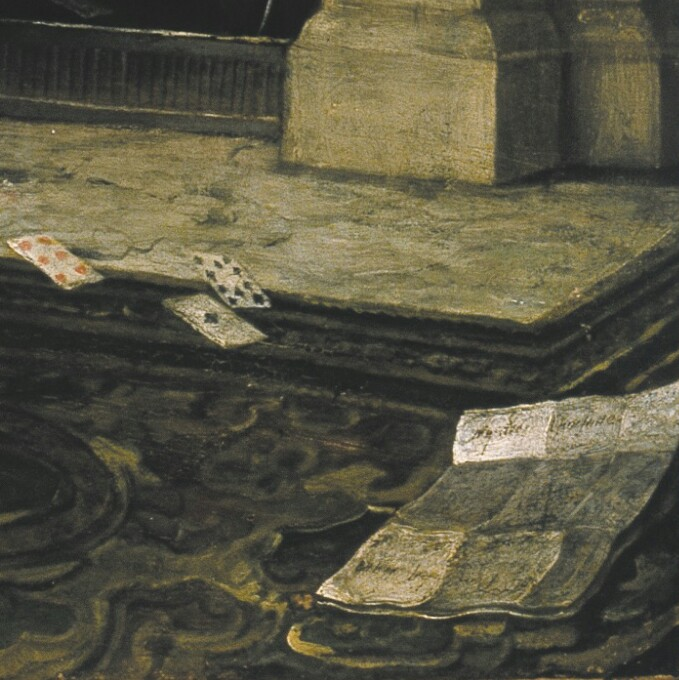
Detalle de la carta y los naipes de la baraja.
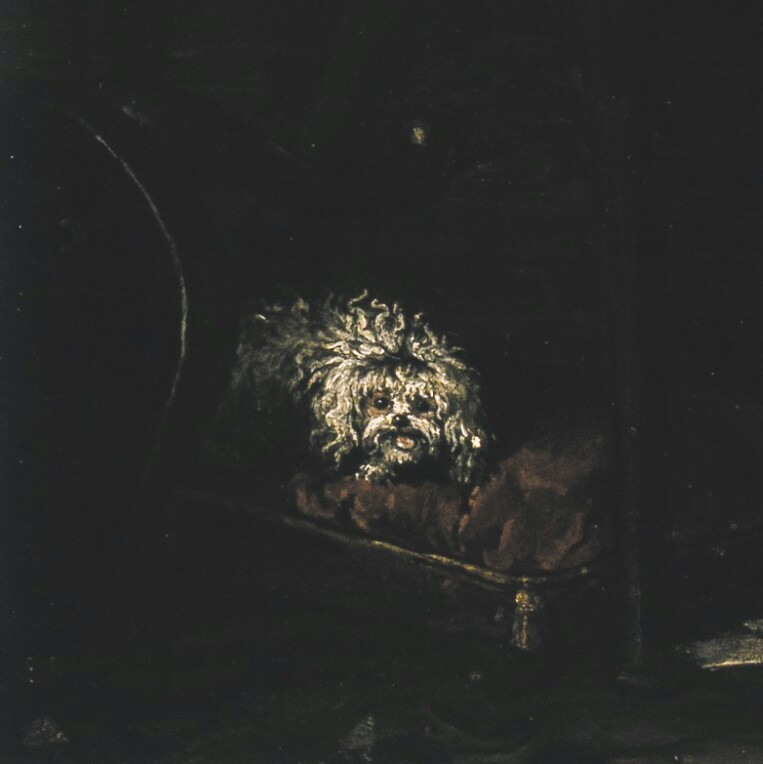
Detalle del perro escondido bajo la mesa.
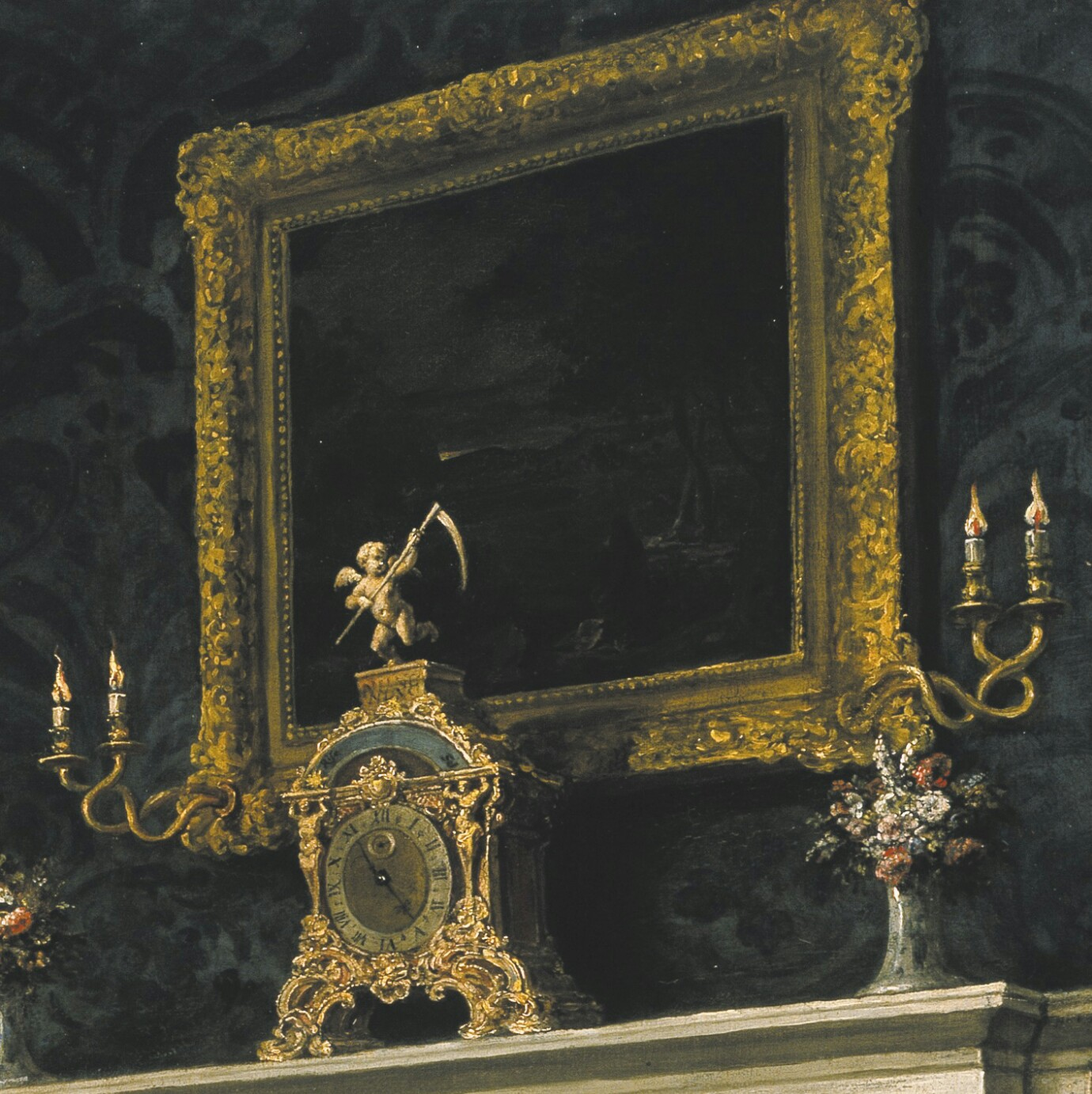
Detalle del cuadro y el reloj.
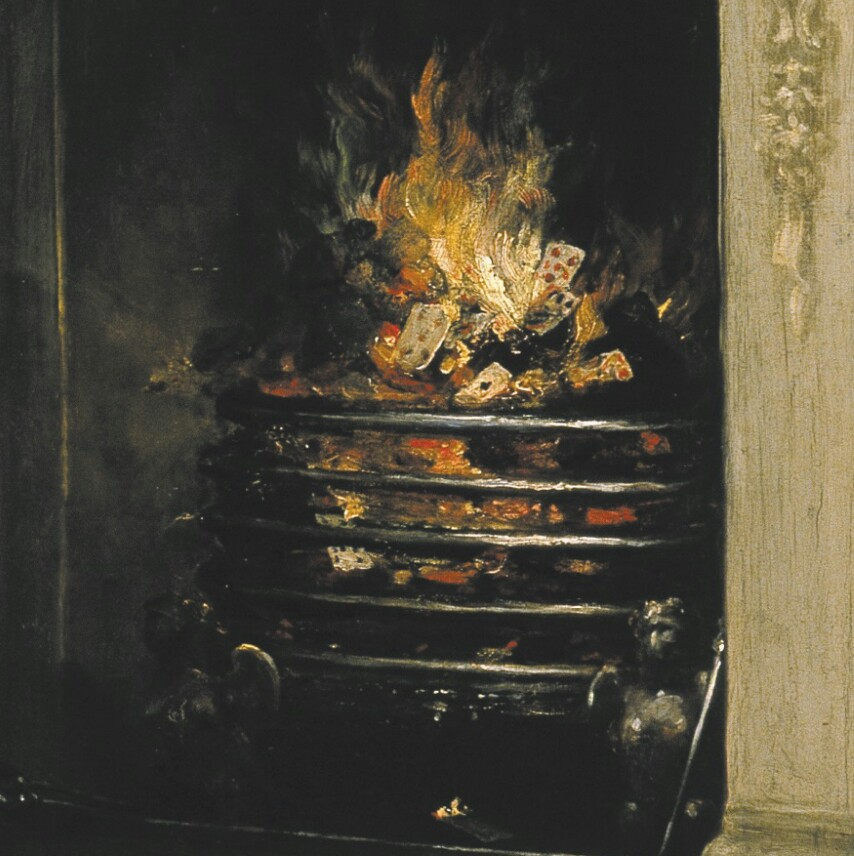
Detalle de los naipes ardiendo en la chimenea.
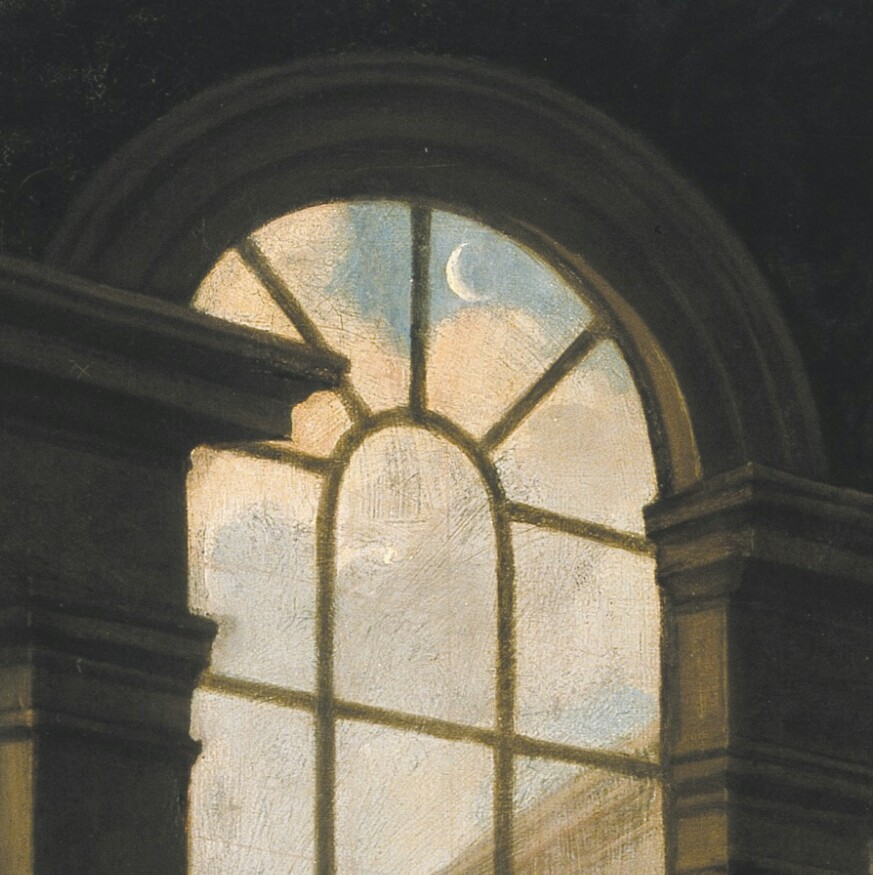
Detalle de la luna vista a través del ventanal.